# Phrynobatrachus steindachneri
Phrynobatrachus steindachneri és una espècie de granota que viu al Camerun i Nigèria.
Està amenaçada d'extinció per la pèrdua del seu hàbitat natural.